# Mancomunidad de Municipios del Campo de Gibraltar
La Mancomunidad de Municipios del Campo de Gibraltar es una institución creada en 1985 e integrada por las localidades españolas de Tarifa, Jimena de la Frontera, San Martín del Tesorillo, Castellar de la Frontera, San Roque, Los Barrios, La Línea de la Concepción y Algeciras en la comunidad autónoma de Andalucía. Su sede se encuentra en un edificio de nueva construcción frente a la localidad de Guadacorte, en el municipio de Los Barrios.
Las mancomunidades andaluzas son un instrumento para el desarrollo socioeconómico de la comarca o comarcas sobre las que actúan, en coordinación con los ayuntamientos de los municipios que la componen, la Junta de Andalucía, la Administración General del Estado español y la Unión Europea. La Mancomunidad de municipios del Campo de Gibraltar tiene personalidad jurídica propia con la consideración de entidad local con competencias en:
- Ordenación del territorio y urbanismo
- Obras públicas
- Medio ambiente
- Limpieza
- Abastecimiento de agua y saneamiento
- Prevención y extinción de incendios y protección civil
- Abastecimiento y consumo
- Cementerio
- Comunicaciones y transportes
- Medios de comunicación
- Sanidad
- Desarrollo económico
- Turismo y ocio
- Educación y enseñanza
- Bienestar social y juventud
- Cultura y deporte
- Asistencia y cooperación administrativa
- Nuevas Tecnologías
- Potenciación de las relaciones con Gibraltar y las entidades gibraltareñas

La Mancomunidad de Municipios del Campo de Gibraltar tiene también una serie de organismos autónomos como el Centro de Formación y Empleo, la Fundación Universitaria (que gestiona la Escuela Universitaria de Estudios jurídicos y Económicos Tomás y Valiente) y el Instituto de Estudios Campogibraltareños que participa activamente en la vida cultural de la comarca con la publicación de una revista especializada (Revista Almoraima).

## Junta de Comarca
Es el órgano de gobierno comarcal del Campo de Gibraltar. Está compuesta por 36 vocales, que son alcaldes y concejales de los ayuntamientos de los ocho municipios. Cada municipio aporta un número de vocales en función del número de concejales de sus propios ayuntamientos. Las formaciones políticas consiguen un número de vocalías en función de los votos obtenidos en las elecciones municipales.
- Algeciras: 7 vocales
- La Línea de la Concepción: 6 vocales
- San Roque: 5 vocales
- Los Barrios: 5 vocales
- Tarifa: 4 vocales
- Jimena de la Frontera: 3 vocales
- Castellar de la Frontera: 2 vocales
- San Martín del Tesorillo: 2 vocales

De acuerdo con los resultados de las elecciones municipales de 2023 la Mancomunidad está presidida por Susana Pérez Custodio del PP de Algeciras 
| Municipio   | Vocales | PSOE | 100x100 | PP | IULV-CA | AA |
| ----------- | ------- | ---- | ------- | -- | ------- | -- |
| Algeciras   | 7       | 2    |         | 4  |         | 1  |
| La Línea    | 6       | 1    | 5       |    |         |    |
| San Roque   | 5       | 4    |         | 1  |         |    |
| Los Barrios | 5       | 2    | 3       |    |         |    |
| Tarifa      | 4       | 2    |         | 1  |         | 1  |
| Jimena      | 3       | 1    |         |    | 2       |    |
| Castellar   | 2       | 1    |         |    | 1       |    |
| Tesorillo   | 2       |      |         |    | 2       |    |
| Total       | 34      | 13   | 8       | 6  | 5       | 2  |